# Christos Mandikas
Christos Mandikas (gr. Χρήστος Μάντικας, ur. w 1902 na Chios, zm. 6 czerwca 1960) – grecki lekkoatleta, płotkarz, medalista mistrzostw Europy z 1934.
Wystąpił w czterech konkurencjach na igrzyskach olimpijskich w 1932 w Los Angeles. Odpadł w półfinałach biegu na 110 metrów przez płotki i biegu na 400 metrów przez płotki oraz w eliminacjach biegu na 400 metrów i sztafety 4 × 100 metrów. Był chorążym reprezentacji Grecji na tych igrzyskach.
Zdobył brązowy medal w biegu na 400 metrów przez płotki na mistrzostwach Europy w 1934 w Turynie. Pokonali go jedynie Hans Scheele z Niemiec i Akilles Järvinen z Finlandii. Mandikas startował na tych mistrzostwach również w biegu na 110 metrów przez płotki, ale odpadł w półfinale.
Na igrzyskach olimpijskich w 1936 w Berlinie Mandikas zajął 6. miejsce w finale biegu na 400 metrów przez płotki i odpadł w eliminacjach biegu na 110 metrów przez płotki. Odpadł w eliminacjach obu tych konkurencji na mistrzostwach Europy w 1938 w Paryżu.
Mandikas zwyciężył w mistrzostwach krajów bałkańskich w biegu na 200 metrów w 1931, w biegu na 400 metrów w 1935 i 1936, w biegu na 110 metrów przez płotki latach 1929–1936, 1938 i 1939 oraz w biegu na 400 metrów przez płotki w latach 1930 i 1933–1938.
Wielokrotnie poprawiał rekord Grecji w biegu na 400 metrów do czasu 50,1 s (27 września 1936 w Atenach), biegu na 110 metrów przez płotki do wyniku 14,8 s (4 czerwca 1933 w Pradze), biegu na 400 metrów przez płotki do wyniku 53,5 s (4 sierpnia 1936 w Berlinie), sztafecie 4 × 100 metrów do czasu 42,1 s (5 września 1937 w Bukareszcie) i sztafecie 4 × 400 metrów do czasu 3:27,4 (11 września 1938 w Belgradzie).